# Take Me to Your Leader (Hawkwind)
Take Me to Your Leader è il ventiquattresimo album in studio della space rock band britannica Hawkwind, pubblicato nel 2005.

## Tracce
1. Spirit of the Age – 6:43 –  (Brock, Calvert)
2. Out Here We Are – 5:56 –  (Davey)
3. Greenback Massacre – 4:14 –  (Davey)
4. To Love a Machine – 6:00 –  (Brock)
5. Take Me to Your Leader – 5:50 –  (Brock, Chadwick, Davey)
6. Digital Nation – 5:25 –  (Chadwick)
7. Sunray – 3:55 –  (Brown)
8. Sighs – 1:22 –  (Brock, Davey)
9. Angela Android – 5:08 –  (Brock, Chadwick)
10. A Letter to Robert – 6:08 –  (Brock, Brown, Chadwick)

## Bonus DVD
1. Intervista con Dave Brock
2. Intervista con Alan Davey
3. Intervista con Richard Chadwick
4. Spirit of the Age – Promo
5. Silver Machine – Ruisrock Festival, Finlandia, 10 luglio 2004
6. The Right to Decide – Live 1992
7. Spirit of the Age – Live 2004
8. Psychedelic Warriors – Live 2004

## Formazione
- Dave Brock - chitarra, tastiere, voce
- Alan Davey - basso
- Richard Chadwick - batteria

## Collaborazioni
- Jason Stuart - Tastiere
- Simon House - Tastiere, violino
- Arthur Brown - Voce
- Lene Lovich - Voce
- Lemmy Kilmister - Basso